# Belle Plaine (Wisconsin)
Belle Plaine – miasto w Stanach Zjednoczonych, w stanie Wisconsin, w hrabstwie Shawano.